# 梵蒂冈先进技术望远镜
梵蒂冈先进技术望远镜（英語：Vatican Advanced Technology Telescope，简称VATT）由爱丽丝·P·列侬望远镜和Thomas J. Bannan天体物理设施组成，它是一种可在可见光和红外波段进行观测的格里望远镜，位于美国亚利桑那州东南部格雷厄姆山，并在1993年实现了开光（第一次观测或取得影像的行为）。
VATT是格拉漢姆山國際天文台的一部分，由世界上最早的天文研究机构之一梵蒂冈天文台与亚利桑那大学合作运营。

## 设计
| 光学系统       | Aplanatic Gregorian f/9                 |
| 焦距           | 16.48 m                                 |
| 主镜           | f/1.0，直径 1.83 m                      |
| 次镜           | f/0.9，直径 0.38 m （焦距控制: 0.1 mm） |
| 视野           | 72 mm (15')                             |
| 标度           | 12.52 "/mm                              |
| 画面质量       | 0.1 ' - 6.8 "                           |
| 天文望远镜安装 | Alt-Az +直径                            |

望远镜的核心是由f/1.0蜂窝结构的硅酸盐主镜组成，因其焦距为f/1所以视野的跟踪异常快速，f/1意味着焦距等于直径，而又如此短的焦距，所以可以采用格里设计，可以在主焦点之外的点用凹面次镜，使它在视野范围内进行异常清晰的聚焦。
不寻常的光学设计和新颖的镜面制造技术意味着主镜和副镜都是有史以来最精确的地面望远镜镜面。 此外，格雷厄姆山上方的天空是北美洲大陆最清澈，最稳定，最黑暗的天空之一。 即使没有自适应光学系统，通常也可以实现优于一秒弧秒的效果。

## 建设

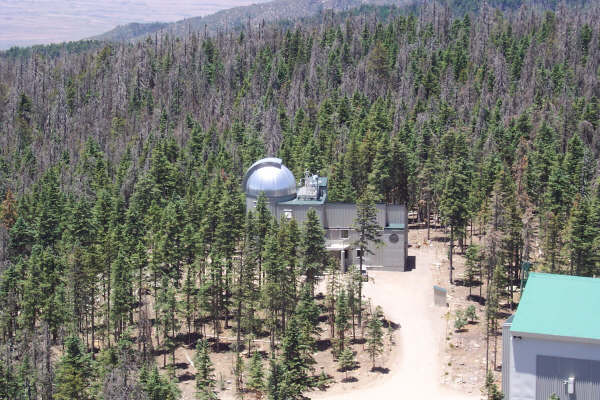
从附近LBT的平台上看VATT

主镜由亚利桑那大学的斯图尔德天文台制镜实验室制造，该实验室开创了旋转铸造和应力圈抛光技术，这些技术被用于包括6.5米光圈MMT和Magellan望远镜，以及两个直径8.4米的大双筒望远镜镜片。

## 研究
鉴于其卓越的光学质量，该望远镜主要用于成像和光密度测定工作，它通常在性能上优于设立在他处的大型天文望远镜。VATT的成果显著， 在仙女座星系发现了 晕族大质量致密天体，验证了 Stromvil 光度过滤系统，找到关于星系的形状和尺寸随着宇宙年龄而改变的证据 ，发现了第一颗双星 '灶神星芯片'小行星，以及通过对100个海王星外天体的可见颜色进行分类来分析其表面特征，而且其中大部分天体都比21等星都暗。

## 资金
梵蒂冈政府提供梵蒂冈天文台的工作人员和定期研究费用，但建立和维持VATT本身的成本来自私人捐助者：支持VATT建设的主要捐助者是Fred和Alice P. Lennon以及 Thomas J. Bannan。梵蒂冈天文台基金会的捐助者继续支持VATT的运营成本。

## 其他格雷厄姆山天文台设施
- 大双筒望远镜
- Heinrich Hertz Submillimeter望远镜（英语：Heinrich Hertz Submillimeter Telescope）